# ドクター・オクトパス
ドクター・オクトパス(Doctor Octopus , Dr.Octopus)とは、マーベル・コミックの出版するアメコミに登場する人物である。スパイダーマンの代表的な宿敵の一人。ドック・オック（ドク・オック、ドック・オク）（Doc Ock）、オクトパス博士（『アメイジング・アドベンチャー・オブ・スパイダーマン』のみ）の愛称がある。
名前の由来は、手足と金属アームを合わせて8本の手足があるから。日本語に直訳すると「タコ博士」である。

## 初代

### 原作漫画
本名はオットー・ギュンター・オクタビアス（Otto Gunther Octavius）。
サングラスをかけた物理学の天才的な頭脳の持ち主。4本のアダマンチウム合金製触手型金属アームのついたコルセットを開発し、危険物を取り扱う実験をしていたが、その最中爆発事故を起こして金属アームのついたコルセットを一生外せない体になってしまった。それにより、制御盤を使わなくても金属アームを手足のように自在に動かせるようになったが、自らが異形の存在になったことを悲観し、その力を使って悪事を行う犯罪者へと成り下がった。
- 1963年発行のアメイジング・スパイダーマン第3号で初登場を果たし、グリーンゴブリンと並んでスパイダーマンを代表する最も古いスーパーヴィラン（悪役）の一人として、度々スパイダーマンの前に立ちはだかってきた。
- スパイダーマンだけに限らず、アイアンマンやキャプテン・アメリカやデアデビルやファンタスティック・フォーとも戦ったことがある。
- 1964年発行のアメイジング・スパイダーマン アニュアル第1号にて、自身が中心となりヴァルチャー、サンドマン、エレクトロ、ミステリオ、クレイブンのスパイダーマンの宿敵5人に持ちかけて、架空の犯罪組織で悪のスーパーヒーローチームシニスター・シックス（邪悪なる6人）を結成し、その頭脳を生かしリーダーとしてチーム指揮した。
- 1970年発行のアメイジング スパイダーマン第90号でピーター・ベンジャミン・パーカー（スパイダーマンの正体）の当時の恋人、グウェン・ステイシーの父親であるジョージ・ステイシー警部をスパイダーマンとの戦いの最中に結果的に殺害。

1974年発行のアメイジング スパイダーマン第130号～第131号のエピソードでは、ピーターの母親代わりであるメイおばさんと婚約。このエピソードは、スパイダーマンの生みの親であるスタン・リーが映画『スパイダーマン2』のDVDについている映像特典のインタビュー中で「ピーターはドック・オックの正体を知っていて、ドック・オックはピーターの正体を知らない。あれは最高だった」と語っているほどのお気に入りのエピソード。
- 1994年発行のスペタキュラースパイダーマン第221号で猛毒に侵され死の危機に瀕していたスパイダーマンを治療して命を救い、同時にスパイダーマンの正体を知るが、直後にケイン（ピーターのDNAから作られたクローンのヴィラン）に殺されてしまった。
- その後、数年間の間登場が無かったが1997年発行のアメイジング スパイダーマン第426号で、悪の忍者組織ザ・ハンド（デアデビルの宿敵的な悪の組織）の秘術でスパイダーマンの正体などの一部の記憶を失った状態で復活をはたした。
- ドック・オックをだまして技術を盗んだ詐欺師が、カーライルを名乗って活動したりしたが、カーライルがスパイダーマンによって敗れた直後に返り討ちにして技術を奪い返した。
- また、グリーンゴブリン（ノーマン・オズボーン）と三代目ヴェノム（スコーピオン）によって組織された悪のヒーローチームシニスター・トゥエルブ（邪悪なる12人）や、JJJ（ピーターの雇い主である新聞社の編集長）がかけた懸賞金に目がくらんだS.H.I.E.L.D.に追われていたスパイダーマンを助ける等の活躍を見せ、完全なる悪役とはいえない存在になりつつある。
- 後にピーターの身体を乗っ取り、ピーターのふりをしながら「スーペリア・スパイダーマン」としてヒーロー活動を行う一方、宇宙開発・軍事などの技術開発を行う「パーカー・エンタープライズ」を設立・CEOとなる。しかし、街中にスパイダーボットを配置する、ヴィランを徹底的に痛め付けるといった、合理的だが強引なやり方が彼に反発したグリーンゴブリンに街を支配されかけるという事態を招き、一旦ピーターに身体を返す。この時期に恋人だったアナ・マリア・マルコーニは、後で「ピーターの身体を乗っ取ったオットー」だったと知ってしまったが、自身の身体を取り戻したピーターとの交流は続く。
- 『スパイダーバース』では、過去の時間軸から来たスーペリア・スパイダーマンとして登場する。現在の時間軸から来たスパイダーマン達と接触する内に自身の運命を知ってしまうが、元の時間軸に戻った衝撃でその記憶を失った[1]。
- ピーターに肉体を返して死亡したとされていたが、実際は意識をデータ化してミニロボットに移植することで生き延びていた。そして、ジャッカルの作ったピーターとかつての自分のDNAが混ざったクローン体に改めて意識を移し、エリオット・トリバーの偽名を使ってホライゾン大学にて教鞭を取っている。
- ヒーロー活動も諦めたわけではなく、4本の金属アームを装着したスーペリア・スパイダーマンのスーツによく似たデザインのスーツを身に着け、「スーペリア・オクトパス」を名乗って活動を開始する。また、スパイダーバースの続編に当たる『スパイダーゲドン』はこの時期のオットーだが、一時的にスーペリア・スパイダーマン・スーツに戻っている。
- ヒドラによる「シークレット・エンパイア」事件の際は同じく自身の意識をデータ化しているアーニム・ゾラに見付かり、ヒドラ側アベンジャーズの指揮官を務めた。パーカー・エンタープライズは自分の功績によるものとして、法的に会社のシステムを取り戻そうと狙うが、ピーターが当時の新発明と会社のシステムを破壊するワームを使い、更にオットー以外の社員達の協力もあって、結果としてパーカー・エンタープライズは存続不能になり[2]解体された[3]。あくまで招致されての参加であり、シークレット・エンパイア解決後は離反している。
- 原作、アニメ、ゲーム、実写映画版で、スパイダーマンと戦う際には、いずれにおいても、無力な女性を自身の4本の金属アームで捕らえて人質に取るという卑怯な戦法が多い。

### アニメ
- 1960年代のアニメ『スパイダーマン』ではバーモン・チャップマンが声を担当し、トム・ハーヴェイが2代目として担当。吹き替えでは東京12チャンネル版では南利明、テレビ東京版では田中康郎。このアニメではドクオック自身が科学者であるのにも関わらず、スパイダーマンのことを昆虫の一種と勘違いしている。
- 1981年のアニメ『スパイダーマン』ではスタンリー・ジョーンズが声を担当した。
- 1982年のアニメ『超人ハルク』ではマイケル・ベルが声を担当した。日本語吹き替え版声優は不明。
- 1983年のアニメ『スパイダーマン&アメイジング・フレンズ』でもマイケル・ベルが声を担当した。日本語吹き替えでは島香裕が声を担当した。
- 1990年代のアニメ『スパイダーマン』ではエフレム・ジンバリスト・Jrが担当した。吹き替えでは島香裕が声を担当。
- 『スパイダーマン・アンリミテッド』にカメオ出演している。
- 『スペクタキュラー・スパイダーマン』ではピーター・マクニコルが声を担当した。
- 『アルティメット・スパイダーマン』ではトム・ケニーが声を担当し、吹き替えでは山本兼平が担当した。スパイダーマンの宿敵として登場しており、第4シーズン（シーズン4）『アルティメット・スパイダーマンVSシニスター・シックス』では主要人物の1人として登場している。

本作ではシリーズを通じて容姿が変わっており、第3シーズン（シーズン3）までは髪を伸ばしていたが、第4シーズン（シーズン4）の第79話「ヒドラの攻撃パート1」でスウォームを利用した結果、スキンヘッドに近い髪型になったが、第93話、第94話、第95話（第91話、第92話、第93話）「カーネイジの脅威 パート1-3」で、モービウスの仕返しとして、DNAを改変したシンビオートに取りつかれて、カーネイジと分離した結果、元の容姿に戻った。その後、第101話（第100話）「スパイダースレイヤーズ パート2」でヒドラアイランドに乗り込んださいに盗まれた自身の技術を取り込みパワーアップを果たし、原作に近い髪型と容姿に変わった。
第4シーズン（シーズン4）ではヒドラと手を組んでおり第79話「ヒドラの攻撃パート1」でわざとスパイダーマンたちに捕まり、自身を強化改造し、ナノボットを使ってトライキャリオンをヒドラアイランドに作り替えた。第4シーズン（シーズン4）最終話である第104話「卒業の日」では、シールドアカデミーの卒業式の来場者たちを特殊なバリアで覆って監禁した。
第4シーズン（シーズン4）第96話、第97話、第98話、第99話（第94話、第95話、第96話、第97話）「異世界のスパイダーマン、再び パート1-4」では様々な世界のドク・オックが登場。様々な立場でスパイダーマンとマイルス・モラレス/スパイダーマンに敵対する。
なお、本作のドクター・オクトパスという名前は本名の「オクタビアス（オットー・ギュンター・オクタビアス）」をもじってピーターが命名したもので（略して「ドック・オク」あるいは「ドク・オック」）、本人はオクトパス（ドクター・オクトパス）と呼ばれているのを嫌がっている。
- 『マーベル スパイダーマン』ではスコット・メンヴィルが担当した。吹き替えでは菅原雅芳が担当した。

### ゲーム
- スパイダーマン リーサルフォーズ（SFC） - 第8面のボスとして登場。メインヴィラン（悪役）。
- スパイダーマン（PS） - エフレム・ジンバリスト・Jrが声を担当。吹き替えは辻村真人が担当した。
- スパイダーマン2（PS2・DS・PSP） - 実写映画版と同じく、アルフレッド・モリーナが声を担当。
- Marvel's Spider-Man（PS4） - ウィリアム・サライヤーズが声を担当。吹き替えは中博史が担当した。
- Marvel's Spider-Man:Miles Morales（PS5・PS4） - ウィリアム・サライヤーズが声を担当。吹き替えは中博史が担当した。

### アトラクション
『アメイジング・アドベンチャー・オブ・スパイダーマン』
パット・フラリーが声を担当。吹き替えは池田勝が担当した。犯罪組織シニスター・シンジケートを結成し、その頭脳を生かしリーダーとしてエレクトロ、ホブゴブリン、ハイドロマン、スクリーム（en）の自身が率いるシニスター・シンジケートのメンバーらと共にゲストが乗車した取材用車両「スクープ」に襲い掛かる。
- 自らを「オクトパス博士」と名乗っている。
- ピーター・ベンジャミン・パーカー / スパイダーマン、ホブゴブリン、ニュース番組のアナウンサーまたはニュースキャスターの男性キャスターと女性キャスターの2人、レポーターの記者達からは、「オクトパス博士」の愛称で、警察無線からは、「オクタビアス博士（オクタヴィアス博士）」で呼ばれている。
- 武器はどんなものでも浮かせられる奇妙な緑色の浮遊光線を放つ反重力砲。反重力砲をドクター・オクトパス自身が発明し、武器の反重力砲を使ってマンハッタンとニューヨークの街を包囲し、スパイダーマンとゲストが乗車した取材用車両「スクープ」の前に立ちはだかった。武器の反重力砲を使って自由の女神を盗み出すが、ニューヨーク市の通りでスパイダーマンに反重力砲を使って射撃を撃つが避けられ、スパイダーマンに「あんたの射撃はその髪型と同じくらい酷いな」とギャグまたはジョークを飛ばされる。
- それに激怒し、反重力砲を使ってゲストが乗車した取材用車両「スクープ」に射撃を撃ってゲストが乗車した取材用車両「スクープ」もろとも120ｍ（400ft）の高さの空中に持ち上げて浮かせた。反重力砲を重力にして射撃を撃って反重力を解除し、120ｍ（400ft）の高さの空中に持ち上げられて浮かせられたゲストが乗車した取材用車両「スクープ」を墜落させるがスパイダーマンに敗れる。その後、自身が率いるシニスター・シンジケートのメンバーらと共にスパイダーマンに捕らえられ、スパイダーマンのクモ糸でグルグルに巻きつけられて自身が率いるシニスター・シンジケートのメンバーらと共に逮捕された[注釈 1]。
- ゲストが乗車した取材用車両「スクープ」に襲い掛かる際は、自身の金属アームから火を吹かしている。
- 1999年5月28日にオープンした『アメイジング・アドベンチャー・オブ・スパイダーマン』と、2004年1月23日にオープンした『アメージング・アドベンチャー・オブ・スパイダーマン・ザ・ライド』では、原作やアニメと同じ髪型と容姿になっていたが、2013年7月5日に『アメージング・アドベンチャー・オブ・スパイダーマン・ザ・ライド 4K3D』としてリニューアルオープンしたアトラクションでは、実写映画版に近い髪型と容姿に変わっている。コスチュームは、1999年5月28日と2004年1月23日にオープンしたアトラクションでは、原作やアニメと同様に緑色のアンダースーツの上に黄色またはオレンジ色の手袋・ブーツ・ジャケットを着用し4本の金属アームのついたコルセットのプロテクターを装備していたが、リニューアルオープン後では、茶色のトレンチコートを羽織った実写映画版に近いコスチュームとなっている。

## 二代目
本名は、キャロライン・トレイナー(Carolyn Trainer)。
ドクター・オクトパスに師事していた女性科学者で、ケインによって殺されたドック・オック（ドクター・オクトパス）をスパイダーマンによって殺されたと思い込み、跡を継ぎ二代目ドクター・オクトパスになった。
- 1995年発行のアメイジング スパイダーマン第406号で初登場し、初代が復活するまでの2年の間に自らがドクター・オクトパスを名乗って活動していた。
- ドック・オック（ドクター・オクトパス）がザ・ハンドによって復活した後は、レディ・オクトパス（Lady Octopus）に改名した。
- 以降、ドクター・オクトパスの助手として活動していたが、シークレット・ウォーに参戦していた様子が少し描かれていただけで、以降は目立った活動が見られない。

## 実写映画版
2004年公開の映画『スパイダーマン2』と、『マーベル・シネマティック・ユニバース』の『スパイダーマン:ノー・ウェイ・ホーム』では、アルフレッド・モリーナがオットー・ギュンター・オクタビアス / ドクター・オクトパス（Otto Gunther Octavius / Doctor Octopus）を演じ、日本語吹替は銀河万丈が担当した。

### キャラクター像
“アース96283”のオットー・オクタビアス / ドクター・オクトパス。
恰幅の良い天才物理学者で、初対面の話し相手を圧迫するような態度と自身の研究を過信している節も見られるが、基本的には妻のロージー・オクタビアスを心から愛する温厚で心優しい人物であり、知性についても「授かり物」と称し、人類の為に使うべきだと考え、尊敬の眼差しを向けられていたピーター・パーカー/スパイダーマンにも「女性に愛されたいなら詩を語れ」とアドバイスするなどロマンチストとしての顔も見せていた。また、ノーマン・オズボーン/グリーン・ゴブリンとは面識があった。
ピーターの親友であるハリー・オズボーンが代表をつとめるようになった“オズコープ社”の援助を得て、核融合による安全かつ安価な電気エネルギーを供給できる太陽核融合炉の研究を進めていたが、実験の際の事故が原因で自身の背中に装備していた人工アームが癒着し、愛妻を失った挙句、アームの人工知能に思考を乗っ取られ、文字通りアームの「操り人形」である、“ドクター・オクトパス”へ変貌。失敗した実験をもう一度成功させる狂気に取り付かれたことで、メイ・パーカーやMJ（メリー・ジェーン・ワトソン）を拉致して人質にとり、スパイダーマンを生け取るために列車の大勢の乗客を危険に巻き込むなど、最早別人といっても過言でない程卑劣で残虐なマッドサイエンティストとしてニューヨークを脅かし始める。

#### 人工アーム
オクタビアスが人間の手で触れられない核融合実験を進めるための「助手」として自ら開発した金属製アタッチメント。タコの腕/脚を彷彿させる4本のアーム本体と、使用者の身体に固定するためのコルセットや、脊髄と小脳に直結させる多数のナノワイヤーなどで構成される。また、アームの中央部には白色に発光するカメラ付きのセンサーが搭載されている。
最大の特徴はアーム自体が高度な人工知能を持っており、後述の制御チップで頭脳を保護する設計されていた。
4本のアーム本体は高熱・強磁気に耐えられ、チェーンソーでも簡単に切断できないほどの強度を有する。電流に対してもある程度耐性はあるが、あまりにも強力な電流には一時的に機能不全を起こす場面があり、後述するスパイクで電線を突き刺した際は感電してしまっていた。先端にリモート・マニピュレーターや、格納式のスパイクが装備されており、高い打撃力と自動車や土管を簡単に投げ飛ばせる馬力があるだけではなく、壁登りと歩行にも活かせる伸縮機能や吸着機能、マッチを擦り葉巻に火をつけるなどの繊細な作業までを可能とし、これらの動作は使用者の小脳から神経を通じて伝達される意思で行われる。
オクタビアスが公開実験でこれを装備し、太陽核融合炉装置を起動させるが、爆発事故でチップが壊れ、溶解したナノワイヤーがオクタビアスの脊髄と癒着したことで、アーム本体の凶悪な人工知能がオクタビアスの思考を乗っ取ってしまった。これ以降アームは、自らの存在意義である「核融合実験の成功」のために支配下に置いたオクタビアスを悪事へ走らせると共に、彼を悲劇の人物として強調させるツールとしても描写された。
また、“アース616”に転移してピーター・パーカー/スパイダーマン（ピーター1）と戦った際に、彼が装着していた“アイアン・スパイダー・スーツ”から剥ぎ取ったナノマシンを取り込んで強化を計り、カラーリングに赤が加わったが、これによってアイアン・スパイダー・スーツのデバイスとペアリングされてコントロールをピーター1に奪われる結果となった。
その後ナノマシンを、ピーター1が着用している“アップグレード・スーツ”に放出する形でピーター1に返し、また、スーパーヴィラン一同とスパイダーマンズの決戦に駆け付けた際にはマックス・ディロン/エレクトロの治療にも成功したが、グリーン・ゴブリンの“ゴブリン・グライダー”の斬撃で1本切断されてしまった。
神経阻害チップ（Neural Inhibitor Chip）
人工アームからの神経リンクが、使用者の頭脳に到達することを防止する制御チップ。アーム本体に取り付けられたことから装備する使用者の首筋にあてがわれ、これが損傷すると前述のとおり、使用者の頭脳はアームの人工知能に侵食されてしまう。
オクタビアスがアームと同時に作ったオリジナルは、公開実験の際に太陽核融合炉装置からのエネルギーを受けて破損してしまった。それ以降、アームに支配されたオクタビアス自身がチップを再生産することはなかったが、アース616に転移してピーター1に捕らえられた際に、彼とノーマンが“ファブリケーター”を使ってオリジナルを分析し、破棄されることを防ぐために金属で覆われた新しいチップを作成。これを首の後ろに取り付けられたことでオクタビアスは、アームを完全にコントロールし、元の優しい人格に戻る事が出来た。

#### 各作品における描写
『スパイダーマン2』
本作で初登場。新エネルギーの研究を進めていたある日、ハリーの紹介でピーターと知り合って交流を深め、後日、核融合による公開実験にも彼らを招待し、観衆の眼前で人工アームを装着して太陽核融合炉を起動させたが、装置の暴走により失敗し、妻を亡くすだけでなくアームが脊髄に癒着し、制御チップが破損した状態で気絶。その後、収容先の医療施設でアームの除去手術を始めようとした医療スタッフたちをアームが全滅させ、目覚めた後に駆け付けた警察から逃走して港に浮かぶ廃屋に辿り着くと、アームに思考を完全に乗っ取られて、実験を成功させるためなら悪事も働く危険な思想に取り憑かれたヴィラン「ドクター・オクトパス」に成り果ててしまった。
その後は資金や実験材料を集めるため銀行強盗に乗り出し、居合わせたピーター/スパイダーマンとの初戦でメイを人質にとり、2人を苦しめるも、両者の反撃を喰らって撤退。それから廃屋で装置の大部分を組み立て、完成に必要な物質“トリチウム”を、スパイダーマンの生捕りという条件でトリチウムを保有しているハリーと取引し、今度はピーターにスパイダーマンの居場所を尋ねようと襲い掛かってMJを人質にとり、ピーター/スパイダーマンとの再戦に突入すると、差し掛かった走行中の列車を暴走させる行為まで取り、遂にスパイダーマンを捕えてその身柄をハリーへ差し出してトリチウムを入手した。
そして、拘束したMJの眼前で新たに完成させた核融合炉を起動させ、そこに現れたスパイダーマンとの決戦や妨害を受けつつ、装置をまたしても暴走させ、ニューヨーク市内を大混乱に陥れた。だが最終的にはアームの内部にあるスパイクで電線を突き刺した事で感電する。そして正体を表したピーターの説得を受けて、以前自分が彼に教えた「知性は人類の為に使うべき授かり物」という考えを思い出し、同時にピーターがメイおばさんから助言された「正しい行いをするには常に他人の事を考え、時には自分の夢でさえも諦めなければならない」という話を聞いた事で、一時的に自我を取り戻してアームの制御に成功する。しかしチップが破損している以上、いつまた人工知能に乗っ取られてもおかしくない為、覚悟を決めたオクタビアスは「化物としては死ねない」と言い残し、暴走する装置と共に海中に沈む最期を遂げる。
『スパイダーマン:ノー・ウェイ・ホーム』
本作においては、ピーターの説得で、一時的に自我を取り戻す直前のオクタビアス/ドクター・オクトパスがアース616に転移して来る形で登場する。なお、本作がドクター・オクトパスのMCU初登場となる。
アームの人工知能に支配されている状態でアース616に到着し、この世界で新たに手に入れたサングラスと黒いインナーを着用した後、ニューヨークのアレクサンダー・ハミルトン橋でピーター・パーカー/スパイダーマン（ピーター1）を襲い、居合わせたMIT副総長補佐まで窮地に陥れた。しかし激戦の末、ピーター1の手によって、アームの主導権を奪われて、すぐに身動きが取れなくなり、捕縛されてしまう。
その後ピーター1に連れられてスティーヴン・ストレンジ/ドクター・ストレンジが用意した地下室へ赴いたことで、自身と同じアース96283から来たノーマンを始めとするヴィラン一同と出会い、ピーター1やMJ（ミシェル・ジョーンズ）、ネッド・リーズに自分の本名を笑われて悪態をつきつつも、自身のいた世界での出来事などを教えたりと協力的な姿勢も見せ、彼らの悲惨な運命を回避する為に解毒剤やデバイスを開発する事にしたピーター1に渋々付き合わされる羽目になる。その最中、ハッピー・ホーガンのコンドミニアムにてピーター1とノーマンが開発した制御チップによって、凶悪な人工知能を抑制。本来の温厚なオクタビアスとしての意識を完全に取り戻した事で、ピーター1に感謝の言葉を送る。そしてノーマンと同様、ヴィラン達の治療に協力を志願する。
しかし、ノーマンの意識と肉体を乗っ取ったグリーン・ゴブリンの人格が治療を受け入れようとしていたフリント・マルコ/サンドマン、別の世界から来たカート・コナーズ/リザードやマックスを扇動して暴れさせたことでその場からの離脱を余儀なくされてしまう。だがその後、他のヴィランと“スパイダーマンズ”が激戦を繰り広げる自由の女神像に駆け付け、ピーターたちを拘束してマックスに加勢するように見せかけて、彼の“アーク・リアクター”を外した代わりにデバイスを取り付け、戦意喪失させることに成功した。握ったアーク・リアクターに「太陽の力が」と関心しながら同じアース96283から転移していたピーター2/スパイダーマンと旧交を温めた後、足場の崩壊で転落しかけたマックスを救い、最後はストレンジの魔術によって元の世界へと帰還する。

## その他
- 2018年公開の3Dアニメ映画『スパイダーマン:スパイダーバース』では、キングピンの部下である女性科学者「オリヴィア・オクタビアス」として登場。加速器を開発し、キングピンから主人公マイルス・モラレス/スパイダーマン（Miles Morales）らを追跡する命を受ける。キャスリン・ハーンが声を担当し、吹き替えでは渡辺明乃が担当した。